# 1642
Cette page concerne l'année 1642  du calendrier grégorien.
L'année 1642 est une année commune qui commence un mercredi.

## Événements
- 17 mai : Paul de Chomedey, sieur de Maisonneuve, fonde Ville-Marie, l'actuelle ville de Montréal au Canada ; dès l'automne, Jeanne Mance fonde l'Hôtel-Dieu de Montréal[1].
- 18 juin, Mexico : ouverture du procès de Gabriel de Granada, âgé de treize ans[2]. De nombreux marranes portugais judaïsants sont arrêtés au Mexique à la suite de ses aveux.
- 24 juin : Louis XIII signe les lettres patentes fondant la Compagnie française de l'Orient, et octroie au capitaine dieppois Rigault la concession de Madagascar et des îles environnantes[3].
- 14 juillet : le roi de Portugal Jean IV crée un conseil d’outre-mer qui hérite des attributions du Conseil des Finances pour les affaires d’outre-mer[4].
- Août : Jacques Pronis confirme la prise de possession des îles Mascareignes par la France[5].
- 24 septembre : Jacques Pronis prend possession pour la France de l'île Sainte-Marie et de la baie d'Antongil au nord-est de Madagascar ; il s'installe dans la baie de Sainte-Lucie, et perd de nombreux hommes[3]. Et en 1643, il établit une colonie française à Fort-Dauphin au sud de Madagascar.

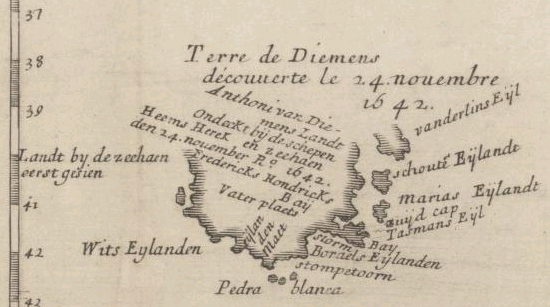
24 novembre : découverte de la « terre de Van Diemen », carte de 1644

- 24 novembre : l'explorateur hollandais Abel Tasman, qui fait le tour de l’Australie en bateau, découvre la Tasmanie. En hommage à un fonctionnaire colonial néerlandais, il baptise la Tasmanie, dans un premier temps « terre de Van Diemen » (1642-1643)[6]. Découragés par le récit qu’il fait de son voyage, les Hollandais abandonnent leurs explorations de cette partie du Pacifique.

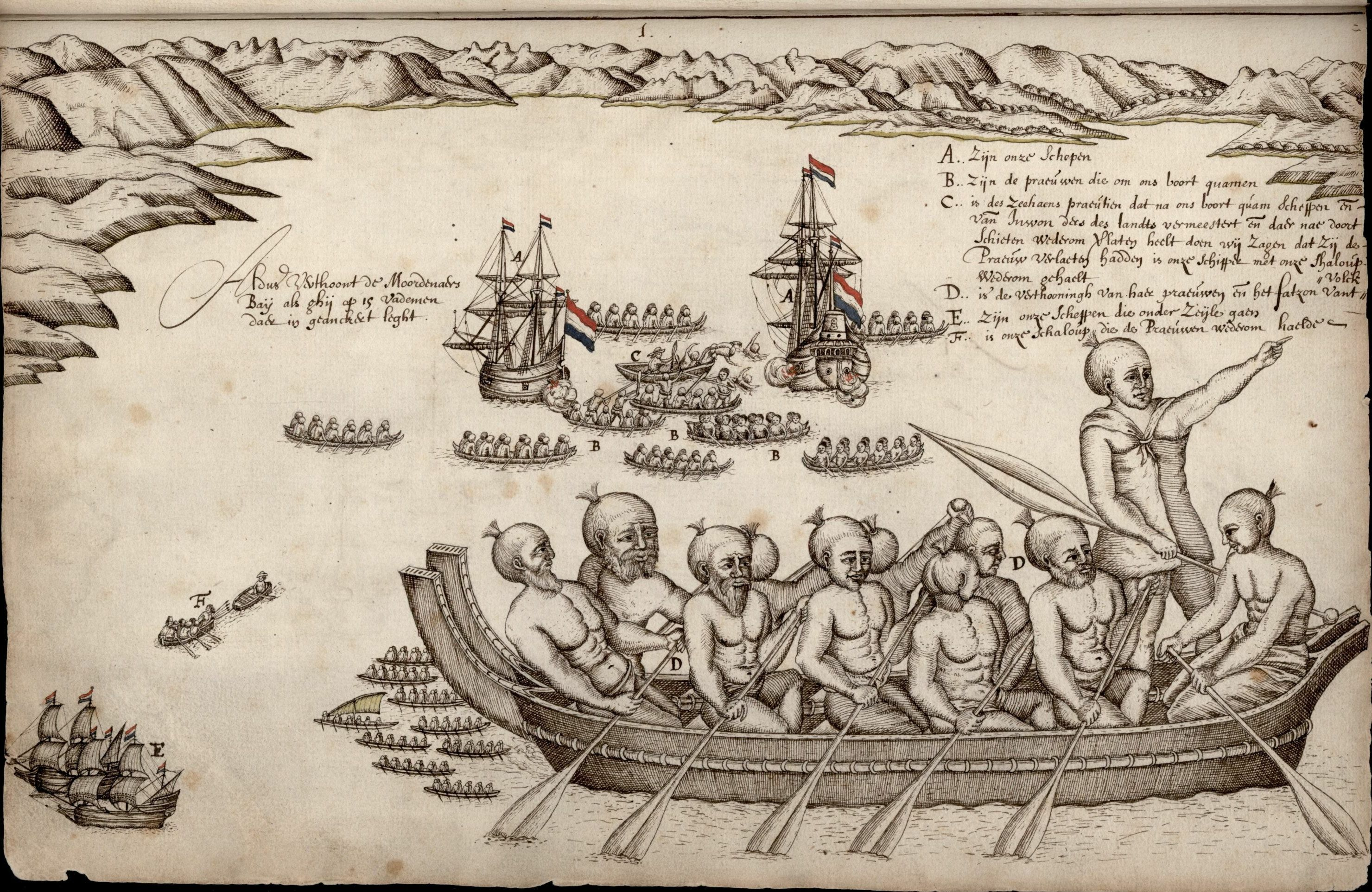
17 décembre : Abel Tasman débarque en Nouvelle-Zélande où le lendemain les Maoris massacrent des hommes de son équipage.

- 13 décembre : Abel Tasman découvre la Nouvelle-Zélande. Après avoir été attaqué par les Maoris lors d'une tentative de débarquement, il renonce à y accoster[7].
- Lapidation d’un Juif (nouveau chrétien) à Recife, au Brésil[8].

### Asie
- 5 janvier : assassinat du régent du Cambodge Outey, puis de son fils le roi Ang Non Ier, remplacé par son cousin Ponhea Chan, musulman[9], ce qui provoque une guerre civile et l’intervention du Viêt Nam.
- 13 avril : Le Mongol qoshot Güshi Khan conquiert le Tsang gouverné par la dynastie Tsangpa et instaure le pouvoir temporel des dalaï-lamas au Tibet, c'est le début de la période du Ganden Phodrang (1642 — 1959). Le cinquième dalaï-lama, au cours d’une grande cérémonie à Shigatse, capitale du Tsang, est investi du pouvoir temporel sur tout le Tibet[10].
  - L’alliance des Mongols et de la secte gelugpa permet d’établir au Tibet un gouvernement théocratique sous l’autorité des dalaï-lamas qui subsiste jusqu’en 1959, plus ou moins affaibli. Le cinquième dalaï-lama (Lozang Gyatso, le « Grand Cinquième ») transfère sa résidence au Potala à Lhassa et fait de la ville une capitale renommée. Son allié, le chef mongol Güshi Khan, de la tribu des Qoshot (1582-1655), lance ses armées sur le Tibet de l’Est, puis vers le Tibet central où il vainc le roi du Tsang Tsangpa Desi et le Karmapa, Chöying Dorje.
- 15 mai : début du règne de Abbas II, chah séfévide de Perse (fin en 1666)[11].
- 5 juillet : promulgation des Statuts de Batavia, premier code de loi de l’Insulinde hollandaise[12].

- Le capitaine-major portugais Francisco Fernandes, venu de Solor, débarque à Timor avec une petite troupe, ravage le royaume de Wehale et annexe Sonbai[13]. Un traité entre les Portugais et les Hollandais délimite le partage de Timor[14].

### Europe
- 16 janvier-19 avril : les ducs de Brunswick traitent à Goslar avec l'Empereur[15].

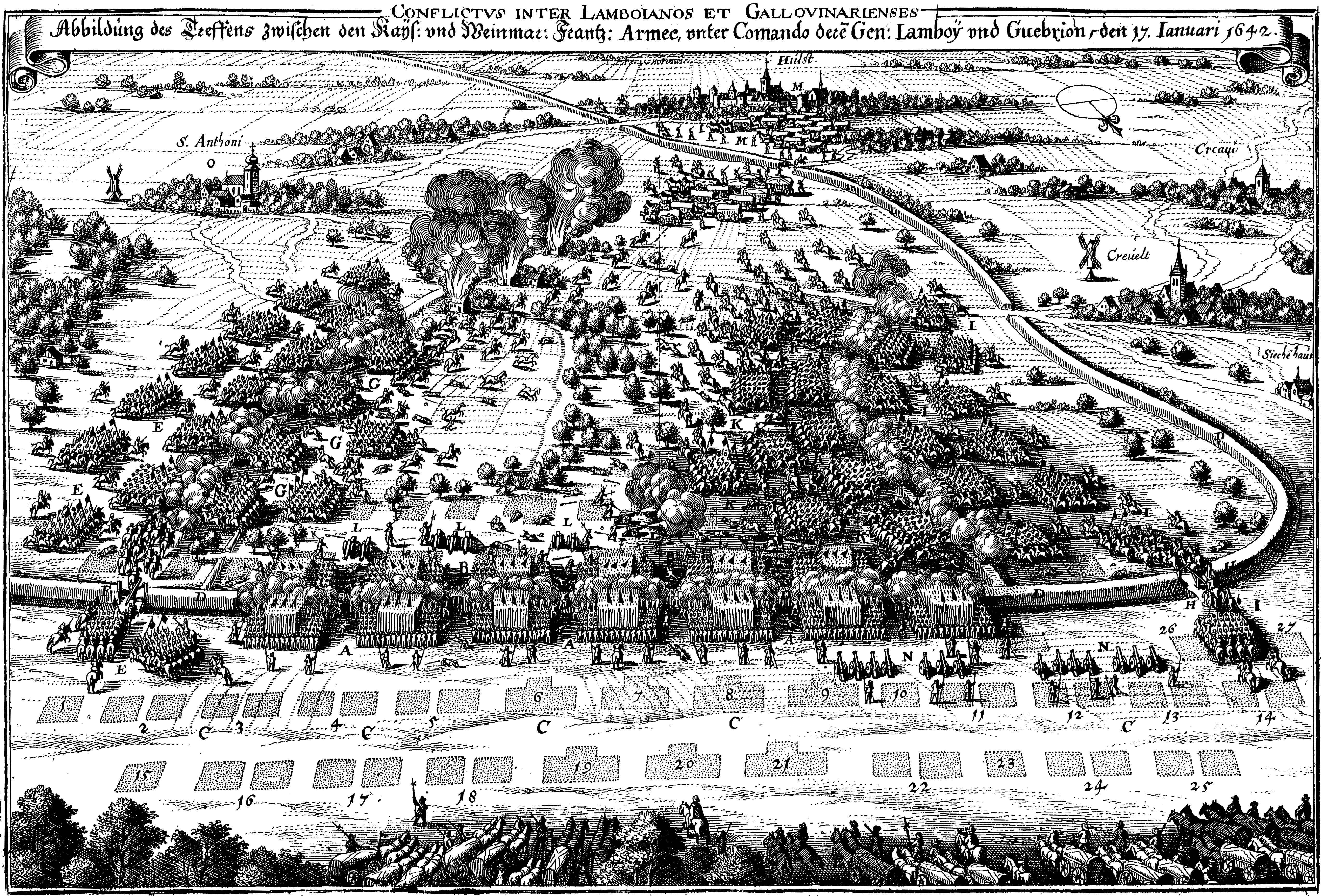
17 janvier : bataille de Kempen.

- 17 janvier : victoire de Guébriant à la bataille de Kempen (de)[15].
- 29 janvier : alliance anglo-portugaise[16].
- 6 mars : bulle In eminenti. Le pape Urbain VIII renouvelle la condamnation des thèses de Baïus[17].
- Mars : la guerre manque d’éclater entre la Turquie et la Russie à propos d’Azov, prise par les Cosaques du Don en 1637. Le danger polonais et l’hostilité des marchands russes ne permet pas le conflit. La place, rasée par les Cosaques avant leur départ, est réoccupée par l'armée turque en avril[18].
- 31 mars : victoire de La Mothe-Houdancourt à Vilafranca del Penedès[19].
- 13 avril : La Meilleraye prend Collioure[20].
- 19 avril : le nouveau gouverneur des Pays-Bas espagnols Francisco de Melo reprend Lens aux Français[20].
- 25 avril : les Français assiègent Perpignan[21].
- 13 mai : Francisco de Melo prend La Bassée aux Français[20].
- 26 mai : défaite des Français du comte de Guiche, neveu par alliance de Richelieu, à la bataille de Honnecourt face à l’armée espagnole des Pays-Bas[15].
- 30 mai : victoire suédoise de Lennart Torstenson sur les Saxons à Schweidnitz[20].
- 14 juin :
  - Le général suédois Lennart Torstenson avance jusqu'à Olmütz en Moravie, puis se retire pour conquérir la Silésie mais échoue au siège de Brieg[15].
  - Traité de Turin : La régente de Savoie se réconcilie avec ses deux beaux-frères, le cardinal Maurice et le prince Thomas, qui se mettent au service de Louis XIII[22].
- 30 juin-1er juillet : victoire navale française sur une flotte espagnole parti ravitailler Perpignan à la bataille de Barcelone[20].
- 20 août : La Mothe-Houdancourt doit lever le siège de Tarragone[20].
- 9 septembre : prise de Perpignan par La Meilleraye pour la France[20].
- 29 septembre : prise de Salses par la France[23].
- 7 octobre : victoire de La Mothe-Houdancourt sur le marquis de Leganés à la bataille de Lérida ou de Las Horcas[24].
- 23 octobre : victoire de Tortensson à la seconde bataille de Breitenfeld près de Leipzig[15].
- 4 décembre : prise de Leipzig[15].
- 17 décembre : conseil de guerre franco-suédois à Rudolstadt prévoyant l'invasion conjointe de la Bavière[15].
- Banqueroute en Espagne[25].
- Mort en prison vers 1642 du chancelier Simon Péchi (en) (1570-1642), fondateur de la secte sabbatiste en Transylvanie. La secte est interdite et un certain nombre de ses fidèles se convertissent au judaïsme[26].

#### Îles britanniques
- 4 janvier : Charles Ier d'Angleterre tente vainement de se saisir de John Pym et de John Hampden et de trois autres meneurs de l’opposition[27]. Constitution d’un comité insurrectionnel. De violentes manifestations éclatent à Londres.
- 10 janvier : Charles Ier quitte Whitehall[28].
- 5 mars : la Chambre des lords approuve la Militia Ordinance (votée par les Communes le 31 mars)[29]. Le Long Parlement ôte le commandement de la milice au roi et se l’attribue, ce qui rend la guerre civile inévitable, opposant Cavaliers et Têtes rondes.
- 19 mai : remontrance des deux chambres au roi[30] ; elles adoptent une déclaration reprenant la distinction, établie sous Edouard II, entre la personne du souverain et la fonction royale.
- 2 juin[30] : les Communes adressent au roi les Dix-neuf propositions, parmi lesquelles les Parlementaires demandent notamment de contrôler le choix des membres du Conseil et l’éducation des enfants royaux et leur mariage.
- 18 juin : réponse aux Dix-Neuf Propositions[31]. Charles Ier refuse cette mise en tutelle de la couronne et rappelle les vertus des institutions anglaises, combinant les principes de la monarchie, de l’aristocratie et de la démocratie.
- Juillet : siège de Hull (en) par Charles Ier[32]. Début de la première guerre civile anglaise (fin en 1649) : Le conflit mobilisera jusqu’à 110 000 hommes (10 % de la population masculine). La guerre provoque aussi une forte augmentation de la pression fiscale.
- 22 août : le roi Charles Ier déclare la guerre au Parlement et à ses soldats qu'il qualifie de traîtres[27].
- 25 août : le roi prend les armes à Nottingham[30] (environ 10 000 Cavaliers). Il s’installe à York, puis à Oxford. Le Parlement lève une armée contre lui. Il dispose de la flotte et contrôle Londres, avec l’appui des comtés les plus riches du sud et de l’est.
- 23 septembre : victoire royaliste du prince Rupert à la bataille de Powick Bridge (en)[30].
- 26 septembre : échec du siège de Galway en Irlande par les Parlementaires[33].
- 23 octobre :
  - Victoire de Charles Ier à la bataille de Edgehill, dans le Warwickshire[30]. Succès des royalistes d’octobre 1642 à octobre 1643, qui s’emparent de Bristol, du Yorkshire (à l’exception de Hull) et de la Cornouaille.
  - Guerres confédérées irlandaises : La Confédération de Kilkenny proclame l’indépendance de l’Irlande[34]. Chaque province se dote d’un gouvernement séparé.
- 1er novembre : victoire des Parlementaires sur le prince Rupert à la bataille de Aylesbury (en)[35].
- 13 novembre : échec du roi Charles Ier sur les Parlementaires à la bataille de Turnham Green (en)[36]. Il ne peut prendre Londres.

## Naissances en 1642
- 26 janvier : Edwaert Collier, peintre néerlandais († 1708).
- 2 mars : baptême de Claudio Coello, peintre et décorateur espagnol († 20 avril 1693).
- 3 avril : Johann Balthasar Burckhardt, homme politique suisse († 4 mai 1722).
- 9 mai : Jacques Bonfrère, prêtre jésuite des Pays-Bas méridionaux et bibliste (° 12 avril 1573).
- 10 novembre : André-Charles Boulle, ébéniste, sculpteur, fondeur, ciseleur, doreur, peintre et dessinateur français († 29 février 1732).
- 30 novembre : Andrea Pozzo, frère jésuite, peintre italien († 31 août 1709).
- 25 décembre : Isaac Newton, philosophe, mathématicien, physicien, alchimiste, astronome et théologien anglais (†20 mars 1727)
- Date précise inconnue :
  - Marc Nattier, peintre français († 24 octobre 1705).
  - Andrea Scacciati, peintre baroque italien († 1710).
  - Shitao, peintre chinois († 1708).

## Décès en 1642
- 5 janvier : Outey, régent du royaume du Cambodge (° 1577).
- 8 janvier : Galileo Galilei dit Galilée, astronome, mathématicien et physicien italien (° 15 février 1564).
- 13 janvier : Jean-Louis de Nogaret de La Valette, militaire français (° mai 1554).
- 7 février :
  - Gregorio Allegri, religieux et compositeur italien (° 1582).
  - Anrakuan Sakuden, prêtre japonais de la secte Jōdo du bouddhisme de la Terre Pure à l'époque d'Edo (° 1554).
- 6 mars : Louis Charette de la Colinière, homme politique français (° 18 mars 1575).
- 30 mars : Guillaume-Auguste de Brunswick-Harbourg, duc de Brunswick-Lunebourg-Harbourg (° 15 mars 1564).
- 24 avril : Honoré de Quiqueran de Beaujeu, religieux français de l'ordre de Saint-Jean de Jérusalem (° 14 juin 1572).
- 11 mai : Safi Ier, Chah séfévide d'Iran[11]. (° 1611).
- 28 mai : Giovanni Battista Durazzo, 104e Doge de Gênes (° 1565).
- 30 mai : Guido Casoni, poète italien (° 1561).
- 6 juin : Fabrizio Boschi, peintre baroque italien de l'école florentine (° 1572).
- 19 juin : Giovanni Agostino De Marini, 105e doge de Gênes (° 1572).
- 2 juillet : Jean-Baptiste Legrain, historien français (° 25 juillet 1565).
- 3 juillet : Marie de Médicis, reine de France (° 26 avril 1575).
- 5 juillet : Festus Hommius, théologien calviniste hollandais (° 10 février 1576).
- 3 août : Agostino Salombrini, frère jésuite et pharmacien italien (° 1564).
- 17 août : Frédéric Ier Kettler, duc de Courlande-Sémigalie (° 25 novembre 1569).
- 18 août : Guido Reni, peintre italien de l'école de Bologne (° 4 novembre 1575).
- 3 septembre : Élisabeth Flandrika d'Orange-Nassau, duchesse de Bouillon et princesse de Sedan (° 26 mars 1577).
- 17 septembre : Okaji no Kata, concubine de Tokugawa Ieyasu (° 7 décembre 1578).
- 29 septembre :
  - René Goupil, missionnaire français tué par les Iroquois (° 15 mai 1608).
  - William Stanley, aristocrate anglais, 6e comte de Derby (° 20 juillet 1561).
- 4 novembre : Hazrat Ishaan, savant et saint musulman de Boukhara (° 1563).
- 7 novembre : Henry Montagu 1er comte de Manchester, homme d'État anglais (° vers 1563).
- 12 novembre : António Fernandes, jésuite portugais (° 1569).
- 19 novembre : Giovanni Doria, cardinal italien (° 24 mars 1573).
- 21 novembre : Arima Toyōji, samouraï et daimyō de l'époque Sengoku (° 18 mai 1569).
- 25 novembre : Christian-Gonthier de Schwarzbourg-Sondershausen, comte de Schwarzbourg-Sondershausen (° 11 mai 1578).
- 4 décembre : Armand-Jean du Plessis, Cardinal de Richelieu, prélat et homme d'État français (° 9 septembre 1585).
- 6 décembre : Willem van der Vliet, peintre néerlandais (° vers 1584).
- 16 décembre : Louis Gouffier, 4e duc de Roannais, marquis de Boisy, comte de Maulévrier, Secondigny, Beaufort, baron de Mirebeau, Gonnord, Oiron, pair de France (° 25 novembre 1575).
- Date précise inconnue :
  - Pietro di Fabrizio Accolti, peintre italien (° 1579).
  - Pieter van Laer dit Le Bamboccio peintre hollandais (° 15 décembre 1599).
  - Clément Cyriaque de Mangin, poète et mathématicien français (° 1570).
  - Felix van Sambix, maître écrivain flamand (° vers 1553).
- Après 1642 :
  - Linard Gonthier, peintre verrier français (° 1565).